# Castiglione (cràter)

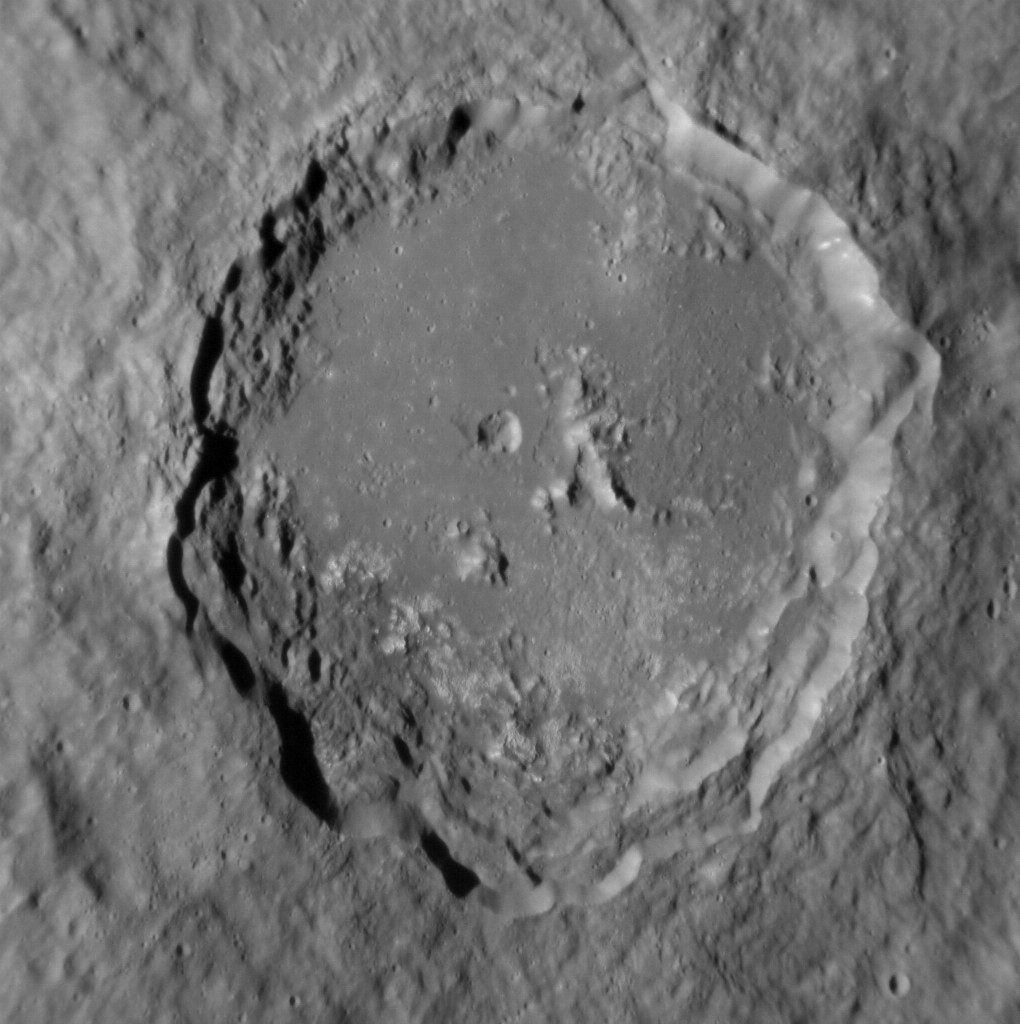
Fotografia del cràter Castiglione presa per la sonda Messenger.

Castiglione és un cràter d'impacte en el planeta Mercuri de 80 km de diàmetre. Porta el nom del pintor italià Giuseppe Castiglione (1688-1766), i el seu nom va ser aprovat per la Unió Astronòmica Internacional el 2015.